# Germán Saenz de Miera Colmeiro
Germán Sáenz de Miera Colmeiro (nascut el 25 de juliol de 1990), conegut simplement com a Germán, és un futbolista espanyol que juga com a migcampista al Pego CF.

## Carrera de club
Nascut a Santa Cruz de Tenerife, Illes Canàries, Germán va ser un producte del sistema juvenil del CD Tenerife. Va fer el seu debut com a sènior amb l'equip B a Segona Divisió B, jugant 17 partits com a suplent en una temporada que va acabar amb el descens.
Germán va jugar el seu primer partit competitiu amb el primer equip l'1 de maig de 2011, amb els últims cinc minuts de la derrota per 2-1 fora de casa contra el Granada CF i també va baixar de Segona Divisió al final de la campanya.
El 25 de gener de 2012, Germán va ser cedit al CD Dénia de tercer nivell, dirigit per l'exjugador del Tenerife Nino Lema, per a la resta de la temporada. Aproximadament un any després, va fer un moviment semblant al CD Guijuelo, ja que el primer va patir el descens administratiu.
Durant la temporada baixa del 2013, Germán va fitxar per la UD Las Palmas Atlético de la seva regió natal. Després dels 11 gols, el millor de la seva carrera, en una temporada que va acabar amb el descens, es va mantenir a la tercera divisió amb un contracte d'un any que va signar al Real Murcia CF el 30 de juny de 2015.

## Vida personal
El germà petit de Germán, Jorge, també és futbolista, igualment format a Tenerife.